# Cycloparc PPJ

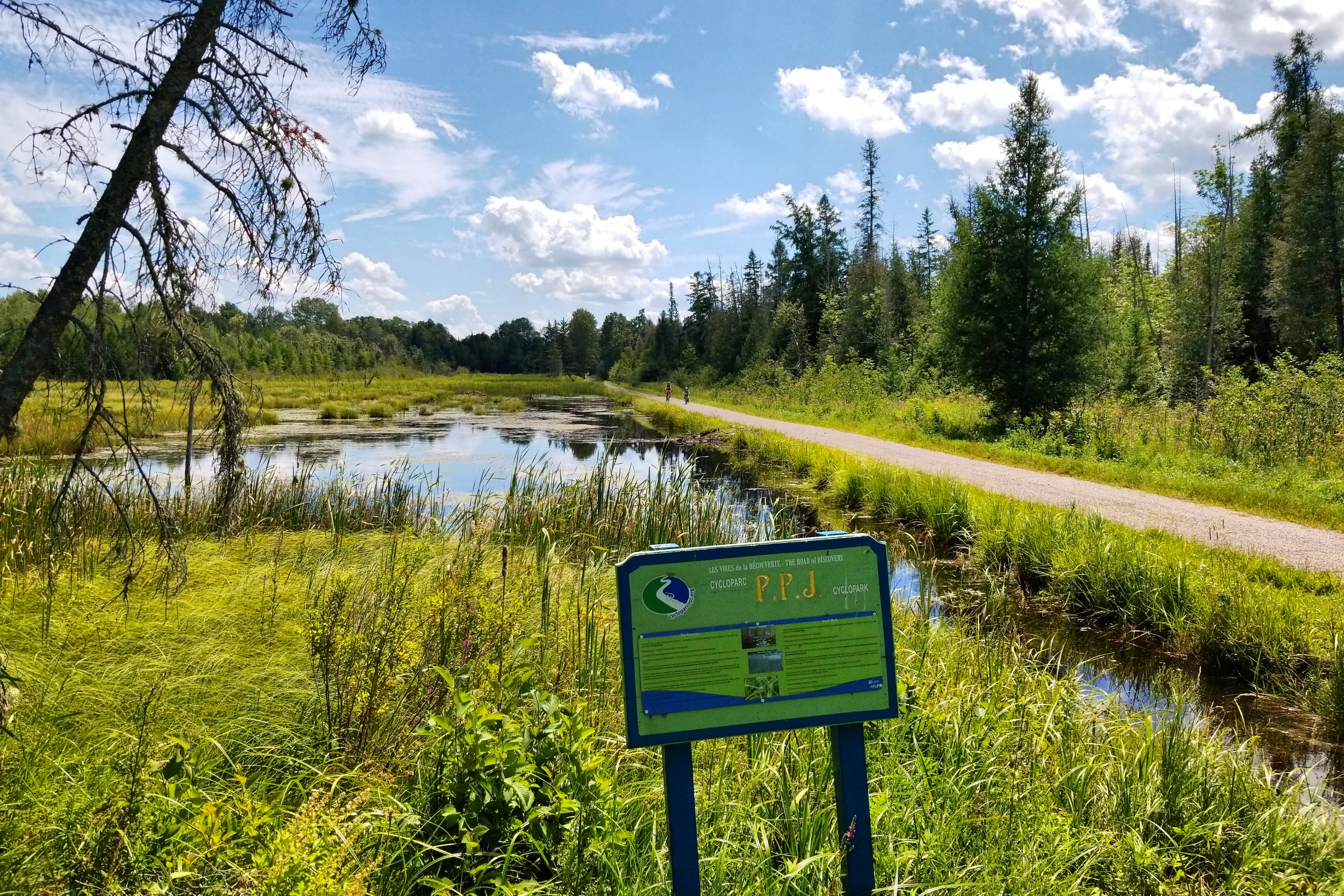
Cycloparc PPJ à Shawville

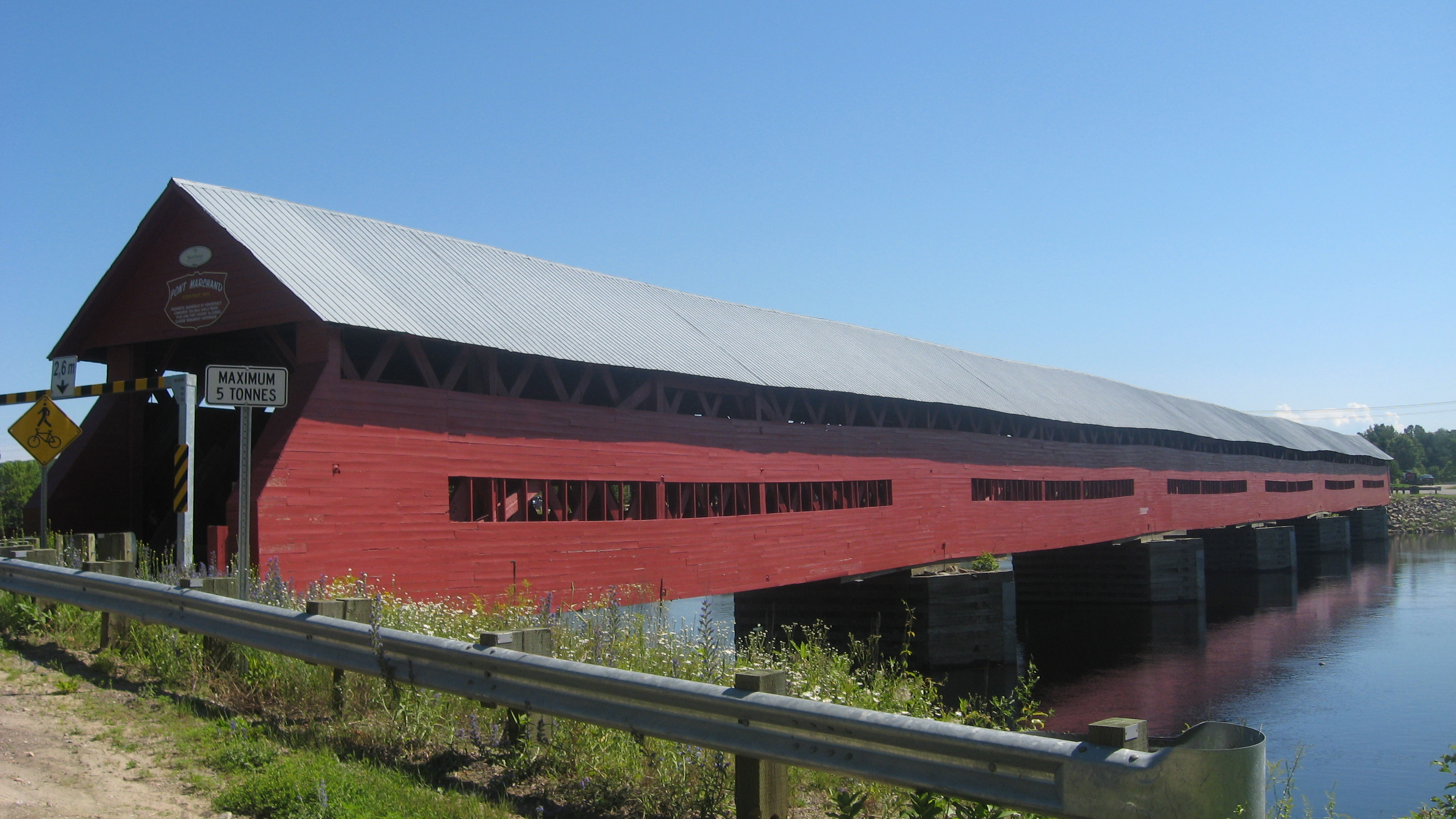
Pont Félix-Gabriel-Marchand.

La piste Cycloparc PPJ suit l'ancienne voie ferrée de la Pontiac Pacific Junction Railway (en) sur une longueur de 92 km entre Quyon et Waltham, dans le sud-ouest du Québec, au Canada.
La Pontiac Pacific Junction Railway, incorporée en 1880, est une compagnie de chemin de fer qui opérait dans l'actuelle région québécoise de l'Outaouais.  Elle a été fusionnée à la Ottawa  Northern & Western Railway Company en 1903.
Le chemin de fer desservait les villages du Pontiac, d'Aylmer à Waltham, en passant par Quyon, Shawville, Campbell's Bay, Fort-Coulonge. Elle était connue sous l'acronyme PPJ que l'on nommait à la blague Push, Pull and Jerk.   Elle a été la première compagnie canadienne à éclairer ses wagons avec des lampes à l'acétylène.